# La Chapelle-du-Bard
La Chapelle-du-Bard – miejscowość i gmina we Francji, w regionie Owernia-Rodan-Alpy, w departamencie Isère. W 2017 roku populacja gminy wynosiła 578 mieszkańców. Przez miejscowość przepływa rzeka Bréda. 